# American Buffalo – Das Glück liegt auf der Straße
American Buffalo – Das Glück liegt auf der Straße ist ein 1996 entstandener US-amerikanischer Independent-Film, dessen literarische Vorlage das 1975 uraufgeführte Drama American Buffalo von David Mamet ist. Mamet selbst adaptierte sein Stück fürs Kino. Es ist ein Kammerspiel über drei Männer aus dem Milieu der Spieler und Kleinkriminellen, die einen Einbruch vorbereiten. Durch die vulgäre Sprache scheint immer wieder das komplexe Beziehungsgeflecht aus Freundschaft, Macht und Geschäft hindurch. Weitere Themen des Films sind die Unfähigkeit der Figuren zu planvollem, situationsveränderndem Handeln und die Perspektivlosigkeit des Lebens am Rand der Gesellschaft.

## Handlung
Donny ist auf dem Weg zu seinem Trödelladen. Er trifft seinen 15-jährigen Laufburschen Bobby, der für Donny jemanden observiert hat. Er ist sich aber nicht sicher, ob dieser seine Wohnung bereits verlassen hat, und erhält von Donny daher einige Ratschläge für seine Aufgabe sowie über das „Business“ und die „harte Realität“ im Allgemeinen.
Vor dem Riverside Diner, einem Café gegenüber dem Laden, treffen sie Teach, der, genau wie Donny, in der Nacht zuvor Geld beim Poker verloren hat. Er ist wütend auf Grace und Ruthie, die beim Poker sein Geld gewonnen haben. Donny schickt Bob ins Café, um Frühstück zu holen. Als er wiederkommt, erzählt er Donny, als Teach gerade unaufmerksam scheint, dass er den zu beobachtenden Mann wieder gesehen hat. Er sei mit Koffer und Mantel ins Auto gestiegen und weggefahren. Da er den Kaffee vergessen hat, geht er zurück ins Café. Nun versucht Teach, aus Donny herauszulocken, was er mit Bob geplant hat. Donny erzählt es ihm zunächst widerwillig:
Ein Mann kam in seinen Laden und fand eine alte, seltene 5-Cent-Münze mit einem Indianerkopf auf der Vorderseite und einem Bison (engl. auch Buffalo genannt) auf der Rückseite (den sogenannten Buffalo Nickel). Er fragte Donny, was sie koste, bot dann selbst 50 $ und bezahlte schließlich 90 $ dafür. Donny, der sich mit Münzen nicht auskennt, ist überzeugt, dass die Münze weit mehr wert ist und er übers Ohr gehauen wurde. Also plant er einen Einbruch: Bob sollte die Wohnung des Mannes beobachten und nun die Münze, oder besser die ganze Münzsammlung, herausholen. Teach zweifelt an Bobs Fähigkeiten und will den Einbruch selbst durchführen. Es entwickelt sich ein Streit, da Teach Bobby schlechtmacht und Donny ihn in Schutz nimmt. Es wird angedeutet, dass Bob drogenabhängig ist (laut Teach) oder zumindest war (laut Donny). Donny gibt nach; als Bob zurückkommt, sagt er ihm, dass er den Plan vergessen soll. Bob braucht dringend Geld, will aber nicht verraten, wofür; Donny gibt ihm 50 $ und schickt ihn weg.
Donny und Teach rufen bei dem Münzkäufer an, um sicherzugehen, dass er nicht zu Hause ist. Donny möchte einen dritten Mann für den Einbruch anheuern, nämlich Fletch, der beim Pokerspiel tags zuvor viel Geld gewonnen hatte. Teach hält dies nicht für nötig. Daraus entwickelt sich erneut ein Streit, diesmal setzt Donny sich durch. Teach geht nach Hause, um zu schlafen, man verabredet sich für den späten Abend, um den Einbruch zu machen.
Abends kommt Bobby mit einer 5-Cent-Münze wieder, der gleichen, um die es bei dem Einbruch geht. Er verrät nicht, wo er sie her hat, und möchte sie Donny verkaufen. Als sie in einem Münzkatalog nachschlagen wollen, kommt Teach herein. Er ist zu spät, da seine Uhr angeblich kaputtgegangen ist. Er ist verärgert, dass Bobby da ist, und glaubt, Donny habe nun doch ihn für den Einbruch vorgesehen. Bobby braucht wieder dringend Geld, Teach gibt ihm etwas, um ihn loszuwerden.
Nun warten Donny und Teach auf Fletch, der sich ebenfalls verspätet. Teach will jetzt Fletch vor Donny schlechtmachen, um ihn zu überzeugen, den Einbruch ohne ihn zu machen. Unter anderem behauptet er, Fletch habe beim Pokerspiel betrogen. Donny versucht vergeblich, Fletch telefonisch zu erreichen. Er fragt Teach nach Einzelheiten seines geplanten Vorgehens beim Einbruch, dieser wiegelt aber ab und spielt die Schwierigkeiten herunter. Als Teach eine Pistole aus der Jacke fällt, kommt es zu einem erneuten Konflikt: Teach will sie beim Einbruch dabei haben, um sich sicherer zu fühlen. Donny ist dagegen: Er will wohl an keinem Coup beteiligt sein, bei dem Waffen im Spiel sind.
Bob kommt wieder und bringt schlechte Nachrichten: Grace und Ruthie hätten ihm gesagt, dass Fletch auf der Straße verprügelt worden sei und nun mit einem Kieferbruch im Krankenhaus liege. Donny und Teach verdächtigen Bobby, die beiden zu hintergehen und mit Fletch oder Grace und Ruthie den Einbruch durchführen zu wollen. Als Donny in dem von Bobby genannten Krankenhaus anruft und erfährt, dass Fletch dort nicht ist, fühlen sie sich bestätigt. Teach greift zum Telefon und schlägt es Bobby auf den Kopf; er geht zu Boden, und sein Ohr blutet. Donny beschützt ihn nicht, sondern sagt ihm, er habe sich dies selbst zuzuschreiben.
Ruthie ruft an und bestätigt Bobbys Geschichte. Da Donny nun weiß, dass Bobby zu Unrecht verletzt wurde, ist er wütend auf Teach und will ihn aus dem Laden werfen. Es entsteht ein Streit zwischen beiden, der von einem Geständnis Bobbys unterbrochen wird: Er hat den Münzkäufer gar nicht wegfahren sehen, er hat sich das ausgedacht, damit Donny nicht sauer auf ihn ist. Als Teach klar wird, dass damit der ganze Plan gescheitert ist, rastet er aus und zertrümmert die Ladeneinrichtung. Sein Selbstbewusstsein ist dahin, er verzweifelt an der Welt und an seinem ärmlichen Leben. Er gibt zu, dass seine Uhr nicht kaputtgegangen ist: Er hat sie versetzt.
Donny überzeugt Bobby, dass er ins Krankenhaus muss, und tröstet ihn. Außerdem weist er Teach an, sein Auto vorzufahren, um Bobby dorthin zu bringen. Teach tut, wie ihm geheißen, und verlässt den Laden.

## Die Figuren

### Donny
Da Donny der Besitzer des Trödelladens ist, ist er als einziger in jeder Szene präsent, während Teach und Bobby kommen und gehen. Er scheint alleinstehend zu sein und kein sehr aufregendes Leben zu führen: Sein Leben besteht quasi nur aus dem Laden. Er ist ein eher ruhiger, besonnener Charakter. Seine wesentliche Motivation für den Einbruch ist sein beleidigtes Ehr- und Gerechtigkeitsgefühl: Er fühlt sich betrogen, zum einen vom Käufer der Münze, zum anderen vom Leben überhaupt. Würde er die 5-Cent-Münze wiederbekommen, wäre er zufrieden, auch wenn sonst nichts für ihn herausspringt.

### Bobby
Bobby ist ein afroamerikanischer Junge von etwa 15 Jahren, der etwas schüchtern, unbeholfen und unselbstständig wirkt. Er scheint ständig etwas zu verbergen, die Motive seines Handelns bleiben oft im Unklaren: ein Beispiel dafür ist sein mehrfaches Bitten um Geld, wobei er nicht verraten will, wofür er es braucht.

### Teach
Teach gibt sich als „Macher“, der jede Situation an sich reißt und bestimmen will. Er drängt sich auf und versucht sofort, das Kommando zu übernehmen. Erst beim endgültigen Scheitern des Plans tritt seine Verletzlichkeit zu Tage: Teach bekommt sein eigenes Leben nicht in den Griff und überspielt dies, indem er versucht, andere zu dominieren.
Er redet oft in Phrasen, die gut klingen sollen, aber meistens unpassend sind. Er philosophiert über Freundschaft und Loyalität; wenn es aber konkret wird, dominiert plötzlich Pragmatismus und Geschäftssinn über emotionale Aspekte. Seine Sprache ist stark mit Flüchen und Beleidigungen gegen abwesende Dritte durchsetzt, dazu gehören auch homophobe und sexistische Äußerungen über Grace und Ruthie.

### Die Beziehungen der Figuren zueinander
Zwischen Donny und Bobby besteht eine Art Mentor-Schüler-Beziehung, die beinahe als Vater-Sohn-Verhältnis zu bezeichnen ist. So überredet Donny z. B. Bobby, sich etwas zum Frühstück zu kaufen und diese Mahlzeit nicht auszulassen. Donny erkennt Bobbys Unfähigkeit, sein Leben zu meistern und will ihm helfen. Sein Zugeständnis an Teach, Bobby aus dem Einbruch herauszuhalten, könnte auch damit zusammenhängen, dass er Bobby nicht auf eine „schiefe Bahn“ bringen möchte: Bobby soll so tun „als wäre es nie passiert“. Was er Bobby beibringen möchte, lässt sich auf zwei Sätze reduzieren: 1.: Handeln, nicht herumreden. 2.: Es gibt keine Freundschaft, jeder muss für sich selbst sorgen. Auch Teachs Schlag auf den Kopf betrachtet er als eine „Lektion“. Donnys Zuneigung zu Bobby ist größer als er zugibt: Als Teach sagt „Es rührt mich, was du alles für den Jungen tust.“ wiegelt er ab: „Ich tue gar nichts für ihn.“ Kurz darauf bekommt er aber einen Wutausbruch, weil Teach schlecht über Bobby redet. Auch Bobby empfindet viel für Donny, äußert diese Gefühle aber nicht. Dies zeigt sich darin, dass er die Münze, die er am Abend vorbeibringt, wahrscheinlich in einem anderen Laden gekauft hat, um Donny den Verlust zu ersetzen.
Teach beargwöhnt die Beziehung zwischen Donny und Bobby, nicht zuletzt deshalb, weil er zunächst aus ihr ausgeschlossen ist. Er hält Bobby für einen „guten Jungen“, mit dem aber nicht viel anzufangen ist. Er versucht, Bobby über dessen Vorhaben auszuhorchen. Dabei wechselt er zwischen Kumpelei und Drohung. Dadurch verunsichert und ängstigt er Bobby. Donny versucht manchmal, dies zu unterbinden, ist dabei aber inkonsequent.
Teach und Donny sind sowohl Freunde als auch Geschäftspartner. Diese zwei Aspekte ihrer Beziehung geraten immer wieder in Konflikt. Donny versucht, die Oberhand bei dem Coup zu behalten und betrachtet sich als Teachs Auftraggeber. Dies wird in der Strenge deutlich, mit der er Teach wegen seiner Verspätung am Abend angreift. Teach redet vordergründig von „Partnern“, die „gemeinsam“ einen Job erledigen, will aber so viel wie möglich selbst bestimmen. Wenn Donny Genaueres über seine geplante Vorgehensweise erfahren will, weicht Teach aus.

## Entstehung
Der Film wurde in 28 Tagen mit einem Budget von etwa 3,5 Millionen US-Dollar in Pawtucket, Rhode Island gedreht. Die Weltpremiere fand am 12. September 1996 beim Toronto Film Festival statt; in Deutschland kam er am 17. Oktober 1996 in die Kinos. Der Slogan auf dem Filmplakat lautete They had a plan. It wasn’t worth a nickel. (dt.: Sie hatten einen Plan. Doch der war keine 5 Cent wert.)
Produzent Gregory Mosher wurde auf Michael Corrente aufmerksam, als dieser seinen Debütfilm Federal Hill der Öffentlichkeit präsentierte. Daraufhin engagierte er Corrente als Regisseur. Die Rolle des Teach sollte ursprünglich Al Pacino spielen, der diese auch zwei Jahre lang erfolgreich auf der Bühne spielte. Da Pacino ablehnte, bot man Hoffman die Rolle an.
In den USA war der Film nur vier Wochen in den Kinos und spielte etwa 540.000 $ ein. (Beste Platzierung in den US-Kinocharts: #37.)

## Verhältnis von Drama und Film
Das Stück spielt nur in und um Donnys Trödelladen. Um den Film nicht zu statisch wirken zu lassen, wechselt der Schauplatz zwischen dem Laden selbst, der Straße vor dem Laden, dem Inneren von Teachs Auto, das vor dem Laden geparkt ist und dem Hinterhof. Der Laden selbst ist relativ groß und besteht aus mehreren Räumen, sodass auch hier der Hintergrund für die Handlungen der Figuren immer ein anderer ist. Die erste Szene zeigt Donny und Bobby in den Straßen der Stadt und im Laden eines Schuhputzers.
Die Dialoge des Films entsprechen nahezu vollständig denen des Stücks. Auch was den Charakter der Figuren und die Aussage der Geschichte angeht, versucht der Film nicht, das Stück völlig neu zu interpretieren. Trotzdem entsteht ein Werk eigener Prägung; von einem bloßen „Abfilmen“ des Stücks kann keine Rede sein.

## Kritiken
In den USA nahm die Kritik den Film überwiegend positiv auf. Gelobt wurden vor allem die schauspielerischen Leistungen, der sozialkritische Unterton und die gelungene Umsetzung des (ebenfalls weitgehend wohlwollend kritisierten) Dramas. Vereinzelt wurde allerdings Hoffmans Spiel kritisiert, das im Vergleich zu seinen anderen Filmen nur mittelmäßig sei und der Figur nicht gerecht werde. Weitere Kritikpunkte sind ein unzureichender Spannungsaufbau und ein Mangel an Bewegung und Handlung, der auf Dauer Langeweile aufkommen lasse.

„Stimmungsvoll-naturalistische, vorzüglich gespielte Verfilmung eines sozialkritischen Theaterstücks mit lehrstückhaftem Charakter.“